# لیگ برتر والیبال زنان ایران ۱۳۹۸
لیگ برتر والیبال زنان ایران ۱۳۹۸ هجدهمین دوره مسابقات والیبال لیگ برتر زنان و بالاترین سطح مسابقات باشگاهی والیبال زنان در ایران است. این مسابقات که روز یکشنبه ۱۲ آبان‌ماه قرعه‌کشی شد، از روز ۳ آذر ۱۳۹۸، با شرکت ۹ تیم در یک گروه آغاز می‌شود. مرحله نهایی لیگ، به صورت پلی‌آف میان چهار تیم برتر مرحله گروهی برگزار خواهد شد.

## تیم‌های شرکت کننده
۹ تیم شرکت کننده در این مسابقات که در مرحله گروهی حاضر شدند عبارتند از: ذوب‌آهن اصفهان، پیکان تهران، باریج اسانس کاشان، سایپا تهران، اطلس تهران، افق قم، اکسون تهران، فارس و تیم شورا و شهرداری قزوین. در این مسابقات تیمی از قم پس از ۱۱ سال دوباره در سطح اول لیگ والیبال زنان ایران حضور یافت. هر تیم در این مسابقات می‌تواند از ۱۴ بازیکن بزرگسال، ۳ بازیکن جوان و ۳ بازیکن امید استفاده کند.
| باشگاه               | تصویر | سرمربی         | کاپیتان | شهر    | ورزشگاه | گنجایش | تولیدکننده لباس |
| -------------------- | ----- | -------------- | ------- | ------ | ------- | ------ | --------------- |
| ذوب‌آهن اصفهان        |       | فریبا صادقی    |         | اصفهان |         |        |                 |
| پیکان تهران          |       | میترا شعبانیان |         | تهران  |         |        |                 |
| باریج اسانس کاشان    |       | فاطمه خمسه     |         | کاشان  |         |        |                 |
| سایپا تهران          |       | مریم هاشمی     |         | تهران  |         |        |                 |
| اطلس تهران           |       | ایران          |         | تهران  |         |        |                 |
| افق قم               |       | سعیده خلیلی    |         | قم     |         |        |                 |
| اکسون تهران          |       | اورانوس احمدی  |         | تهران  |         |        |                 |
| ستارگان فارس         |       | بهرام زاده     |         |        |         |        |                 |
| شورا و شهرداری قزوین |       | مریم ایراندوست |         | قزوین  |         |        |                 |

## شیوع کرونا و تعطیلی لیگ
پس از ۱۲ هفته از شروع مسابقات، رقابت‌های لیگ برتر والیبال زنان ایران در سال ۹۸‌‌ به دلیل شیوع کرونا، با تصمیم فدراسیون والیبال ایران در جلسه ۵ام و ۱۱ام اسفندماه تعطیل شد و سازمان لیگ فدراسیون والیبال تیم والیبال سایپا به عنوان قهرمان معرفی کرد.

## رده‌بندی پایانی
در جلسه فدراسیون والیبال ایران اسفند ماه برای بسته شدن پرونده کلیه مسابقات والیبال به دلیل شیوع کرونا، این سازمان رتبه‌بندی نهایی لیگ‌ برتر زنان ایران در سال ۹۸ را همان رتبه‌بندی تیم‌ها پس از هفته ۱۲ام (هفته ۴ام دور برگشت) اعلام کرد که به شرح زیر است:
| رتبه | تیم                  | برد | باخت | کل بازی‌ها | امتیاز |
| ---- | -------------------- | --- | ---- | --------- | ------ |
| ۱    | سایپا تهران          | ۱۱  | ۱    | ۱۲        | ۳۴     |
| ۲    | ذوب‌آهن اصفهان        | ۱۰  | ۲    | ۱۲        | ۲۸     |
| ۳    | باریج اسانس کاشان    | ۹   | ۲    | ۱۱        | ۲۷     |
| ۴    | پیکان تهران          | ۷   | ۴    | ۱۱        | ۲۲     |
| ۵    | شورا و شهرداری قزوین | ۵   | ۶    | ۱۱        | ۱۶     |
| ۶    | اکسون تهران          | ۵   | ۷    | ۱۲        | ۱۴     |
| ۷    | ستارگان فارس         | ۳   | ۹    | ۱۲        | ۹      |
| ۸    | افق قم               | ۲   | ۹    | ۱۱        | ۴      |
| ۹    | اطلس تهران           | ۰   | ۱۲   | ۱۲        | ۰      |